# آی‌ان‌اس سیندهور (اس۵۸)
آی‌ان‌اس سیندهور (اس۵۸) (به انگلیسی: INS Sindhuvir (S58)) یک زیردریایی است که طول آن ۷۲٫۶ متر (۲۳۸ فوت) می‌باشد. این زیردریایی در سال ۱۹۸۸ ساخته شد.